# Kritzmow
Kritzmow est une commune du Mecklembourg-Poméranie-Occidentale située dans l'arrondissement de Rostock.

## Quartiers
- Groß Schwaß
- Klein Schwaß
- Klein Stove
- Kritzmow